# 保京县
保京县，中国古县名。
唐朝至德二載（757年）改安京县置，治所在今广西壮族自治区钦州市北小董西。屬嶺南道欽州。北宋初复为安京县。